# Scorpaenodes africanus
Scorpaenodes africanus är en fiskart som beskrevs av Pfaff, 1933. Scorpaenodes africanus ingår i släktet Scorpaenodes och familjen Scorpaenidae. Inga underarter finns listade i Catalogue of Life.